# 1287
Cette page concerne l'année 1287  du calendrier julien. Pour l'année 1287 av. J.-C., voir 1287 av. J.-C.
L'année 1287 est une année commune qui commence un mercredi.

## Événements
- 20 avril : le sultan mamelouk Qala'ûn prend Lattaquié aux Hospitaliers[1].
- Juillet : à la mort Balbân, son petit-fils Muizz ud-Dîn Kaiqûbâd devient sultan de Delhi, porté au pouvoir par le ministre Nizam-ud-din (fin en 1290). Le père de Kaiqûbâd, Bughra se rend indépendant au Bengale et prend le nom de Nasiruddin Mahmud[2].
- 10 septembre : le moine nestorien Rabban Bar Sauma, envoyé en ambassade en occident par l’ilkhan d’Iran Arghoun, est à Paris où il est reçu par le roi Philippe le Bel. Il rencontre le roi Édouard Ier d'Angleterre à Bordeaux fin octobre-début novembre. Bien reçu, il n'obtient pas le soutien militaire espéré[3].

- Le seigneur mongol Qaïdu forme une coalition de princes mongols contre Kubilai Khan (dont le nestorien Nayan) qui est difficilement brisée en Mandchourie[3].
- Troisième expédition des Mongols de Kubilai Khan au Viêt Nam. Hanoi est prise mais les mongols, ne pouvant l’occuper, retournent bientôt en Chine[3].
- Bataille de Pagan. Le royaume de Pagan, dans l'actuelle Birmanie, tombe aux mains des Mongols. Une période de troubles commence : la Haute-Birmanie subit la domination des Shans, tandis que la Basse-Birmanie retombe sous le contrôle des Môns[4].

### Europe
- Forte sècheresse estivale en France, de nombreuses sources et fontaines sont à sec[5].

- 17 janvier : reconquête de l'île de Minorque par le roi Alfonso III[6].
- 22 avril : le comte Robert d'Artois, régent de Sicile pour Charles d'Anjou, prend Agosta, en Sicile[7]. La ville est aussitôt assiégé par une flotte de Jacques d'Aragon et capitule après la défaite de Castellammare.
- 23 juin[8] : bataille des Comtes (ca). Victoire navale aragonaise de Roger de Lauria à Castellammare, dans la baie de Naples sur la flotte angevine de Charles II d'Anjou.
- Juin : les nobles guelfes et gibelins réunis reprennent le pouvoir sur le popolo à Sienne[9]. Le conseil des Neuf remplace le conseil de Vingt-Quatre.
- 28 juillet : traité d'Oloron. Accords sur Naples et la Sicile entre Philippe le Bel et Alphonse III d'Aragon, avec la médiation du roi Édouard Ier d'Angleterre[10]. Charles II d'Anjou est libéré en 1288.
- Août : séisme en Bretagne, destruction d'une grande partie de la ville de Vannes (ou 1286)
- 14 décembre : tempête de la Sainte Lucie : la mer envahit le lac Flevo, créant le Zuiderzee[11].
- 28 décembre[12] : Privilegio general de la Unión. Le droit de déposer un roi qui ne respecterait pas le Privilegio general de 1283 est reconnu en Aragon.
- Décembre[13] : le gibelin Matteo Visconti (1255-1322) est élu capitaine du peuple à Milan (1287-1302 et 1311-1322) avec l’appui de son oncle l’archevêque Ottone Visconti. Il permet l’expansion géographique de la cité.
- Début du règne de Tula Buka, khan de la Horde d'or, après l'abdication de Tuda Mangu (fin en 1290)[3].
- Guy II de la Roche devient duc d'Athènes sous la régence de sa mère Hélène Ange Comnène[14]. Le duché atteint son apogée sous son règne.